# Xtampú
Xtampú es una localidad del municipio de Dzemul, Estado de Yucatán, México.

## Clima
La región donde se localiza es cálida-semiseca con lluvias en verano. Tiene una temperatura media anual de 26,3 °C y una precipitación pluvial media anual de 1.200 milímetros. Los vientos dominantes provienen en dirección noroeste. Humedad relativa promedio anual: marzo 66% - diciembre 89%.

## Toponimia
El nombre (Xtampú) proviene del idioma maya.

## Demografía
Según el censo de 2005 realizado por el INEGI, la población de la localidad era de 2 habitantes.
| 54                          | 67 | 134 | 129 | 129 | 110 | 150 | 96 | 122 | 114 | 136 | 111 | 2 |
| (Fuente: INEGI [Consultar]) |    |     |     |     |     |     |    |     |     |     |     |   |

## Galería

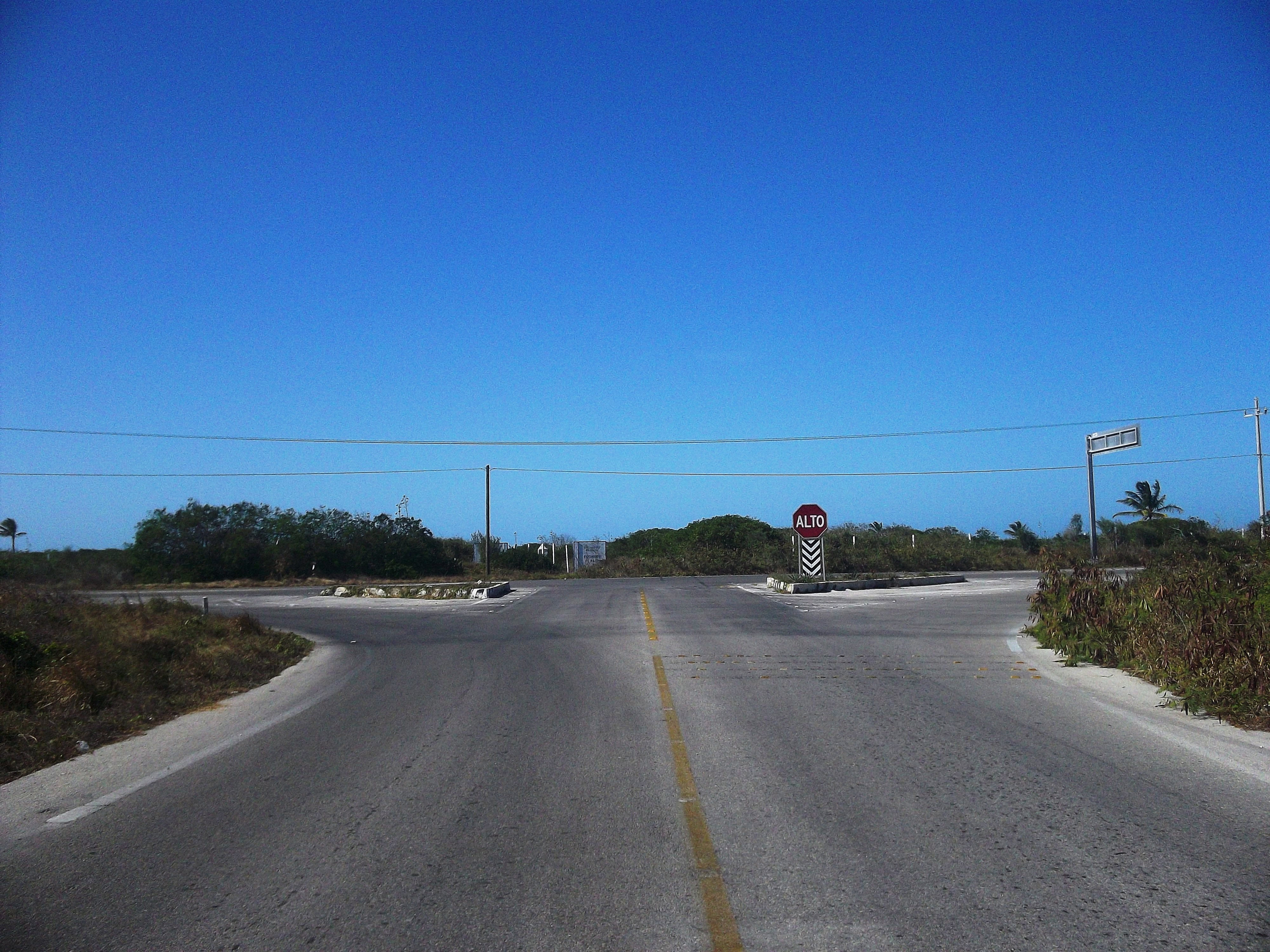
Entrada de Xtampú.
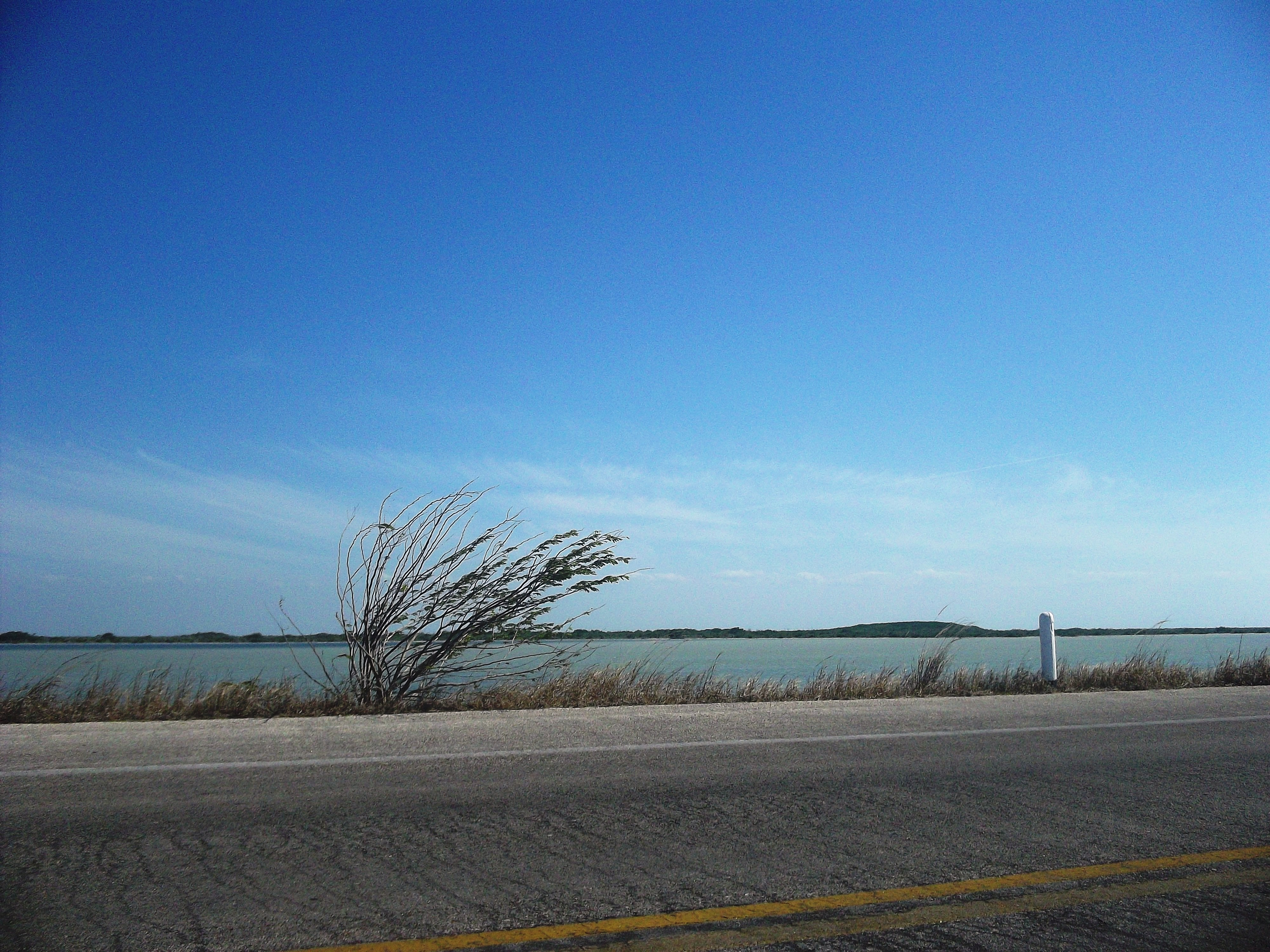
Laguna Rosada.
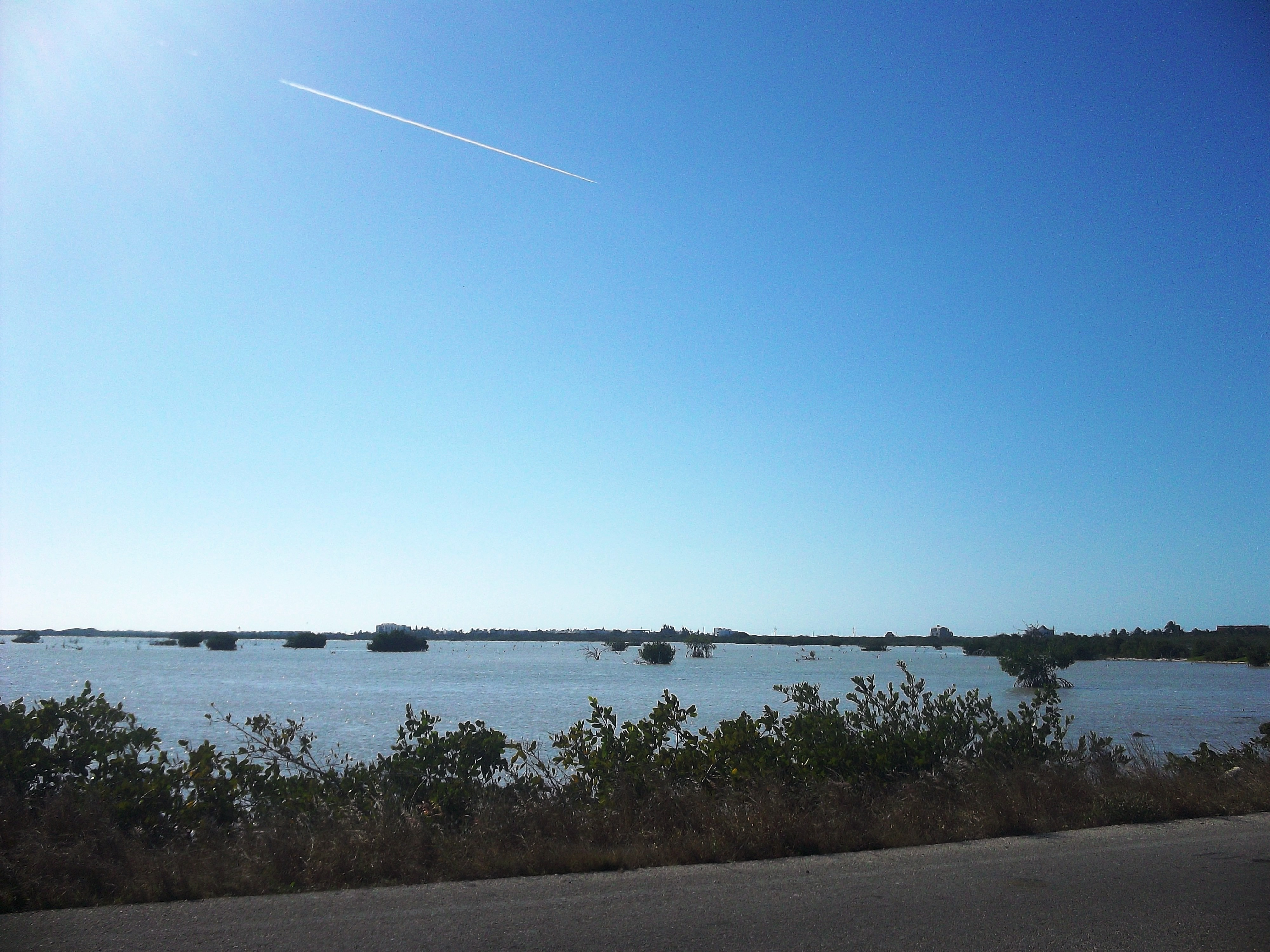
Laguna Rosada.